# Gran Premio de Sochi
El Gran Premio de Sochi (oficialmente: Grand Prix of Sochi) es una carrera ciclista profesional por etapas rusa que se disputa en la ciudad de Sochi y sus alrededores, en el mes de abril.
Su primera edición se corrió en 1954 y desde 2005 entró a formar parte del UCI Europe Tour, dentro de la categoría 2.2 (última categoría del profesionalismo). Las ediciones del 2009 y 2010 no se disputaron. En su momento se anunció que para la 2013 la carrera ascendería a categoría UCI WorldTour (máxima categoría del profesionalismo) sin embargo ese hecho no se produjo manteniéndose en la última categoría del profesionalismo.
Las primeras ediciones fueron de un carácter más local, hasta que a partir de la edición del 2008 empezaron a participar y destacar corredores alemanes y ucranianos.

## Palmarés
| Año                               | Ganador                      | Segundo               | Tercero               |
| --------------------------------- | ---------------------------- | --------------------- | --------------------- |
| 1954                              | Vladimir Kryuchkov           |                       |                       |
| 1955                              | Rodislav Chizhikov           |                       |                       |
| 1956                              | Mykola Kolumbet              |                       |                       |
| 1957                              | Víktor Kapitónov             | Yuri Koledov          | Yevgeny Klevtsov      |
| 1958                              | Yevgeny Klevtsov             | Mykola Kolumbet       | Yuri Koledov          |
| 1959                              | Yevgeny Klevtsov             |                       |                       |
| 1960                              | Gainan Saidkhuzhin           |                       |                       |
| 1961                              | Aleksei Petrov               |                       |                       |
| 1962                              | Aleksei Petrov               |                       |                       |
| 1963                              | Anatoly Cherepovich          |                       |                       |
| 1964                              | Mikhail Kurbatov             |                       |                       |
| 1965                              | Stanislav Shepel             |                       |                       |
| 1966                              | Aleksandr Dokhlyakov         |                       |                       |
| 1967                              | Vitaliy Tkachenko            |                       |                       |
| 1968                              | Eduard Savin                 |                       |                       |
| 1969                              | Alexandre Kulibin            |                       |                       |
| 1970                              | Gainan Saidkhuzhin           |                       |                       |
| 1971                              | Anatoly Starkov              |                       |                       |
| 1972                              | Vladimir Basko               |                       |                       |
| 1973                              | Aleksandr Gusyatnikov        |                       |                       |
| 1974                              | Nikolay Gorelov              |                       |                       |
| 1975                              | Vladimir Leskov              |                       |                       |
| 1976                              | Nikolay Gorelov              | Sergei Morosow        | Gennady Komnatov      |
| 1977                              | Yuriy Zakharov               |                       |                       |
| 1978                              | Vladímir Osokin              |                       |                       |
| 1979                              | Sergey Morozov               |                       |                       |
| 1980                              | Leon Dejits                  |                       |                       |
| 1981                              | Yuri Barinov                 | Juri Kaschirin        | Leon Dejits           |
| 1982                              | Ivan Mitchenko               | Serguéi Sujoruchenkov | Wiktor Demidenko      |
| 1983                              | Ivar Fels                    | Alexandr Kulikov      | Juri Kaschirin        |
| 1984                              | Piotr Ugriúmov               | Wiktor Demidenko      | Serguéi Sujoruchenkov |
| 1985                              | Víktor Klimov                |                       |                       |
| 1986                              | Oleg Petrovich Chuzhda       | Piotr Ugriúmov        | Alexandre Trubine     |
| 1987                              | Piotr Ugriúmov               | Ivan Ivanov           | Vladímir Pulnikov     |
| 1988                              | Vladímir Pulnikov            | Piotr Ugriúmov        | Dmitri Konyschew      |
| 1989                              | Andrei Teteriouk             |                       |                       |
| 1990                              | Oleg Polovnikov              |                       |                       |
| 1991                              | Víktor Rjaksíniki            |                       |                       |
| 1992                              | Aleksandr Shefer             |                       |                       |
| 1993                              | Pavel Cherkasov              |                       |                       |
| 1994                              | Dmitriy Murashko             |                       |                       |
| 1995                              | Valeriy Raskolov             |                       |                       |
| 1996                              | Denís Menshov                |                       |                       |
| 1997                              | Ivan Kravtsov                |                       |                       |
| 1998                              | Aleksey Teplyakov            |                       |                       |
| 1999                              | Denis Sosnovchenko           |                       |                       |
| 2000                              | Michail Viktorovich Timoshin |                       |                       |
| 2001                              | Alekséi Shchebelin           |                       |                       |
| 2002                              | Irakliy Abramyan             |                       |                       |
| 2003                              | Stanislav Belov              |                       |                       |
| 2004                              | Yuri Trofímov                |                       |                       |
| 2005                              | Alexandr Jatuntsev           | Serguéi Kolésnikov    | Aleksei Shmidt        |
| 2006                              | Serguéi Kolésnikov           | Alexandr Jatuntsev    | Yuri Trofímov         |
| 2007                              | Aleksei Shmidt               | Roman Klimov          | Alexander Budaragin   |
| 2008                              | Dirk Müller                  | Roman Klimov          | Dmitri Puzanov        |
| 2009-2010 ediciones no realizadas |                              |                       |                       |
| 2011                              | Björn Schröder               | Oleksandr Sheydyk     | Sergey Rudaskov       |
| 2012                              | Ivan Stévic                  | Dmitri Kosiakov       | Anatoliy Pakhtusov    |
| 2013                              | Vitaliy Buts                 | Maksim Rázumov        | Vitali Popkov         |
| 2014                              | Ilnur Zakarin                | Serguéi Lagutín       | Dimitry Samokhvalov   |
| 2015                              | Aleksandr Folíforov          | Iván Savitski         | Igor Frolov           |
| 2016-2017 ediciones no realizadas |                              |                       |                       |
| 2018                              | Valeri Fatkullin             | Nikita Bondarchuk     | Vladimir Eremkin      |
| 2019                              | Igor Frolov                  | Evgeny Zotov          | Igor Sidorov          |

## Palmarés por países
| País            | Victorias |
| --------------- | --------- |
| Unión Soviética | 38        |
| Rusia           | 18        |
| Alemania        | 2         |
| Kazajistán      | 1         |
| Serbia          | 1         |
| Ucrania         | 1         |